# Шютцен-ам-Гебирге
Шютцен-ам-Гебирге (нем. Schützen am Gebirge) — коммуна (нем. Gemeinde) в Австрии, в федеральной земле Бургенланд. 
Входит в состав округа Айзенштадт.  Население составляет 1401 человек (на 31 декабря 2005 года). Занимает площадь 21,2 км². Официальный код  —  10314.

## Политическая ситуация
Бургомистр коммуны — Вальтер Хофхер (АНП) по результатам выборов 2007 года.
Совет представителей коммуны (нем. Gemeinderat) состоит из 19 мест.
- АНП занимает 8 мест.
- СДПА занимает 6 мест.
- uBf: 5 мест.